# Ranworth with Panxworth
Ranworth with Panxworth var en civil parish fram till 1935 när det uppgick i Woodbastwick, i grevskapet Norfolk, i England. Civil parish var belägen 13 km från Norwich och hade 306 invånare år 1931.